# Osse-en-Aspe
Osse-en-Aspe (en euskera Olza, en occitano Òussa) es una población y comuna francesa, en la región de Aquitania, departamento de Pirineos Atlánticos, en el distrito de Oloron-Sainte-Marie y cantón de Accous.

## Demografía
| 1 423 | 1 503 | 1 517 | 1 586 | 905 | 895 | 871 | 945 | 890 | 877 | 773 | 762 | 683 | 669 | 651 | 656 | 630 | 600 | 560 | 558 | 610 | 526 | 553 | 550 | 580 | 632 | 486 | 398 | 337 | 342 | 299 | 307 | 313 | 333 |
| Para los censos de 1962 a 1999 la población legal corresponde a la población sin duplicidades (Fuente: INSEE [Consultar]) |       |       |       |     |     |     |     |     |     |     |     |     |     |     |     |     |     |     |     |     |     |     |     |     |     |     |     |     |     |     |     |     |     |